# Verenigd Koninkrijk op het Eurovisiesongfestival 1998
Het Verenigd Koninkrijk nam deel aan het Eurovisiesongfestival 1998. Het land werd vertegenwoordigd door Imaani met het lied Where are you?
De nationale finale, The Great British Song Contest, deed dienst als de selectieprocedure. Deze show werd gehouden op 15 maart 1998. Terry Wogan en Ulrika Jonsson presenteerden het programma.

## Nationale finale
| Lied                            | Artiest        | Plaats | Punten |
| ------------------------------- | -------------- | ------ | ------ |
| Where are you?                  | Imaani         | 1      | 70,421 |
| Don't it make you feel so good? | Alberta        | 2      | 66,278 |
| I'll never be lonely again      | Sapphire       | 3      | 65,712 |
| When we're alone (we dream)     | The Collective | 4      | 53,950 |

## In Birmingham
In hun thuisland moest het Verenigd Koninkrijk aantreden als 16de, net na Roemenië en voor Cyprus. Op het einde van de puntentelling bleek dat ze op een tweede plaats was geëindigd met 166 punten.
Ze ontving vier keer het maximum van de punten. 
België en Nederland gaven respectievelijk 6 en 7 punten deze inzending.

### Gekregen punten

#### Finale
| 12 punten                               | 10 punten                     | 8 punten                             | 7 punten                                   | 6 punten                |
| --------------------------------------- | ----------------------------- | ------------------------------------ | ------------------------------------------ | ----------------------- |
| - Israël - Kroatië - Roemenië - Turkije | - Hongarije - Noord-Macedonië | - Cyprus - Estland - Finland - Malta | - Griekenland - Nederland - Polen - Zweden | - België - Portugal     |
| 5 punten                                | 4 punten                      | 3 punten                             | 2 punten                                   | 1 punt                  |
| - Ierland - Noorwegen - Slovenië        |                               | - Frankrijk - Spanje - Zwitserland   |                                            | - Duitsland - Slowakije |

### Punten gegeven door Verenigd Koninkrijk

#### Finale
Punten gegeven in de finale:
| 12 punten | Malta     |
| 10 punten | Nederland |
| 8 punten  | Ierland   |
| 7 punten  | België    |
| 6 punten  | Duitsland |
| 5 punten  | Israël    |
| 4 punten  | Noorwegen |
| 3 punten  | Cyprus    |
| 2 punten  | Kroatië   |
| 1 punt    | Zweden    |

1957 · 1958 · 1959 · 1960 · 1961 · 1962 · 1963 · 1964 · 1965 · 1966 · 1967 · 1968 · 1969 · 1970 · 1971 · 1972 · 1973 · 1974 · 1975 · 1976 · 1977 · 1978 · 1979 · 1980 · 1981 · 1982 · 1983 · 1984 · 1985 · 1986 · 1987 · 1988 · 1989 · 1990 · 1991 · 1992 · 1993 · 1994 · 1995 · 1996 · 1997 · 1998 · 1999 · 2000 · 2001 · 2002 · 2003 · 2004 · 2005 · 2006 · 2007 · 2008 · 2009 · 2010 · 2011 · 2012 · 2013 · 2014 · 2015 · 2016 · 2017 · 2018 · 2019 · 2020 · 2021 · 2022 · 2023 · 2024 · 2025